# Cámara de burbujas

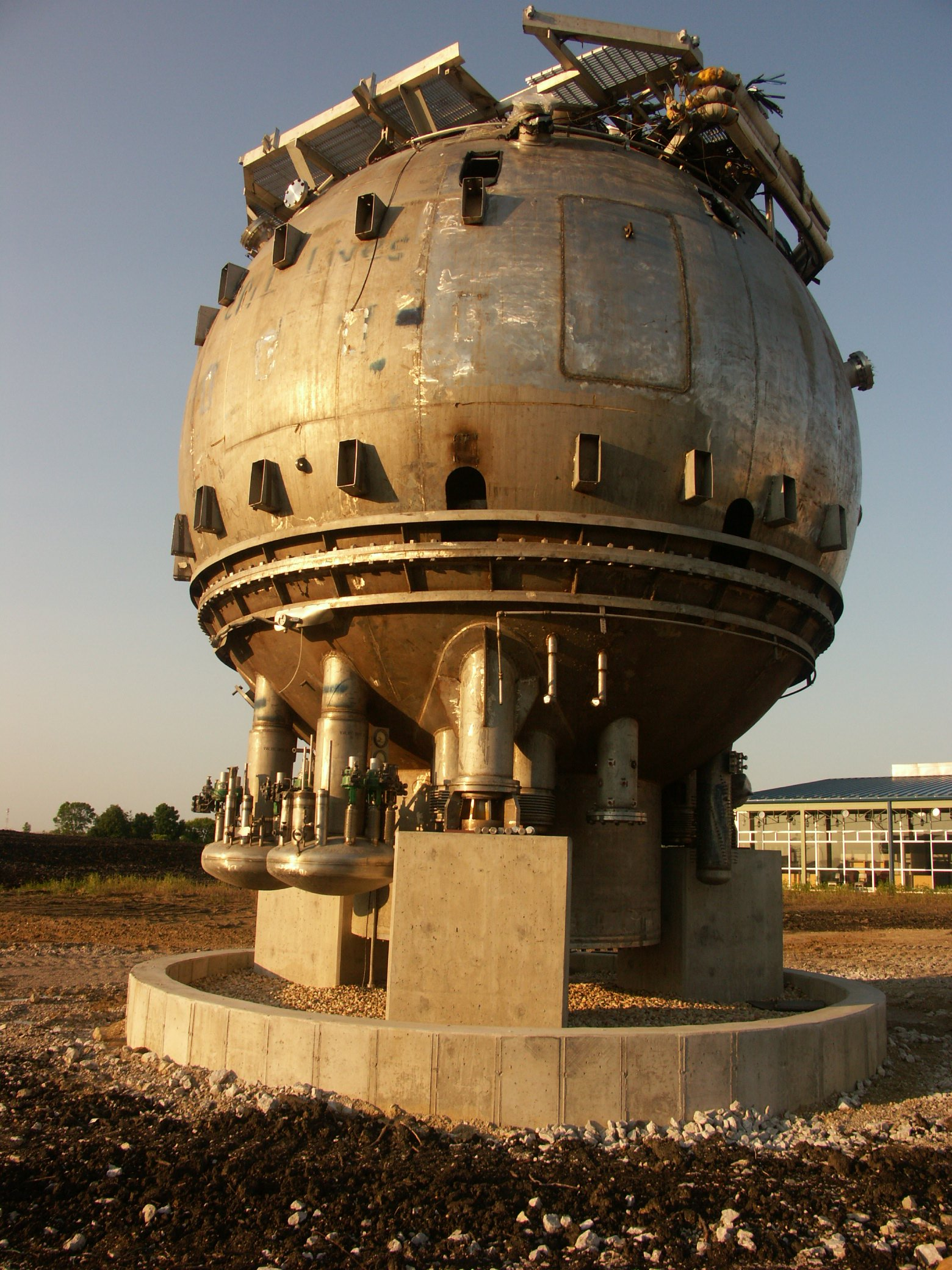
Cámara de burbujas de 4,57 m (15 pies) en desuso del Fermilab

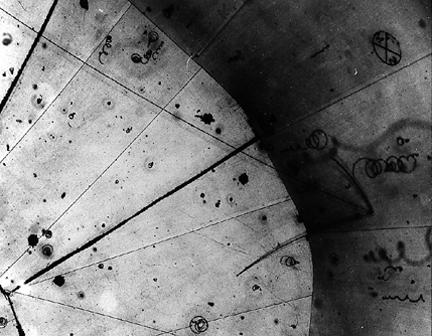
Primera observación de un neutrino en una cámara de burbujas, noviembre de 1970. El neutrino incidente golpea un protón (a la derecha en la foto). El neutrino se transforma en un leptón mu (la larga traza en medio de la foto). La traza corta es el protón. La tercera traza es de un mesón pi.

La cámara de burbujas es un detector de partículas cargadas eléctricamente. La cámara la compone una cuba que contiene un fluido transparente, generalmente hidrógeno líquido, que está a una temperatura algo más baja que su temperatura de ebullición. Una partícula cargada deposita la energía necesaria para que el líquido comience a hervir a lo largo de su trayectoria, formando una línea de burbujas. 
Cuando las partículas entran en el compartimento, un pistón disminuye repentinamente la presión dentro del compartimiento. Esto causa que el líquido pase a un estado sobrecalentado, en el cual un efecto minúsculo, tal como el paso de una partícula cargada cerca de un átomo, es suficiente para originar la burbuja de líquido vaporizado. Esta traza puede fotografiarse, pues la cámara tiene en su parte superior una cámara fotográfica. La cámara se somete a un campo magnético constante, lo cual hace que las partículas cargadas viajen en trayectorias helicoidales cuyo radio queda determinado por el cociente entre la carga y la masa de la partícula. De esta manera se pueden obtener la masa y la carga de las partículas que entran en la cámara. Sin embargo, no hay manera de medir con eficacia su velocidad (con lo cual se podría determinar su energía cinética).
En 1960 se otorgó a Donald Arthur Glaser el Premio Nobel de Física por el invento de la cámara de burbujas en 1952.
La cámara de burbujas es similar a la cámara de niebla en su aplicación y principios básicos. En la actualidad, ha sido reemplazada por la cámara multicable, la cual permite también la medida de las energías de las partículas. Otra técnica alternativa es la cámara de chispas. 
La cámara de burbujas BEBC del CERN, que estuvo en servicio hasta agosto de 1984, tenía una altura de 3,7 m para el espacio del detector. Con ayuda de esta cámara se pudieron visualizar muchas partículas. Mientras estuvo en servicio, se hicieron fotos de 6,3 millones de colisiones de partículas.
El proyecto COUPP ha desarrollado una cámara de burbujas para sus investigaciones sobre la materia oscura fría del universo. El líquido en estado supercalentado de la cámara de burbujas es el estado ideal para detectar partículas pesadas que interaccionan débilmente.

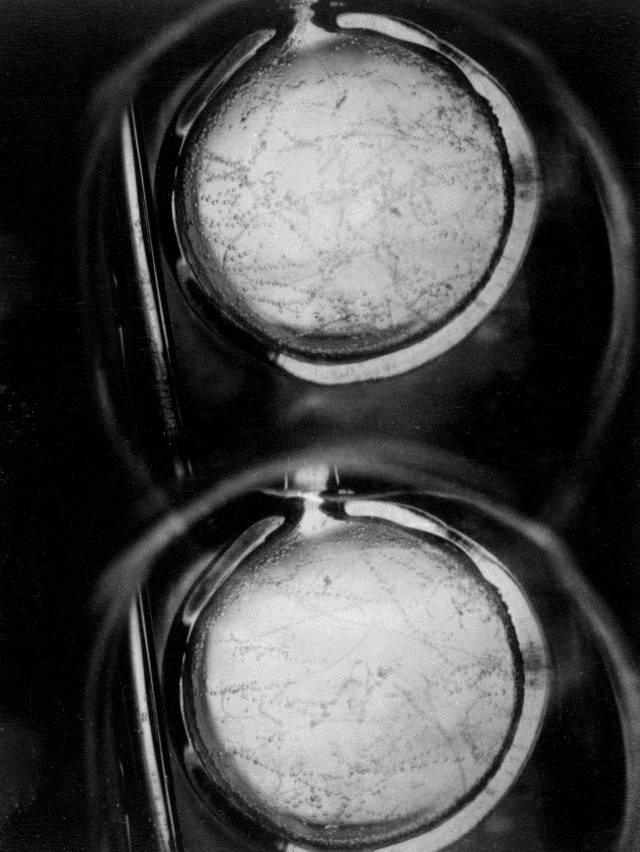
Primeras líneas observadas en la cámara de burbujas basada en hidrógeno líquido.
Esquema del funcionamiento de una cámara de burbujas.

## Ejemplos
- Cámara de burbujas de 30 cm (CERN)
- Cámara de burbujas Saclay de 81 cm
- Cámara de burbujas de 2 m (CERN)
- Cámara de burbujas infinitesimal de Berna
- Bevatron, un acelerador de partículas con una cámara de burbujas de hidrógeno líquido
- Gran Cámara de Burbujas Europea
- Cámara de burbujas holográfica de Lexan
- Gargamelle, una cámara de burbujas de líquido pesado que operó en el CERN entre 1970 y 1979.
- Cámara de burbujas LExan
- PICO , cámara de burbujas de freón líquido en busca de materia oscura